# پروانه (فیلم ۲۰۰۴)
«پروانه» (انگلیسی: Butterfly (2004 film)) یک فیلم سینمایی هنگ کنگی در ژانر درام است که در سال ۲۰۰۴ منتشر شد.